# رخصة القيادة في جمهورية مقدونيا

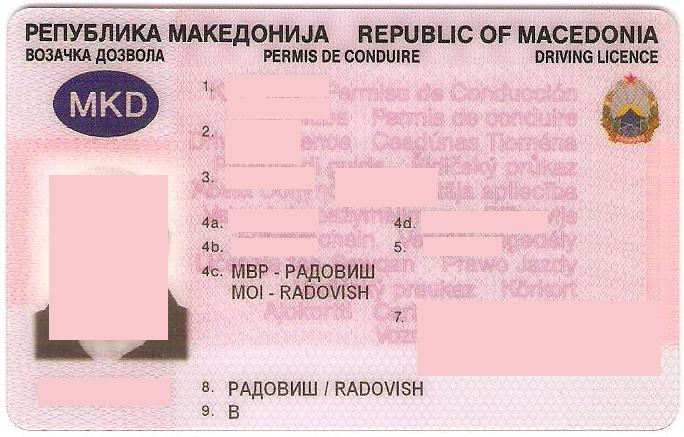
رخصة قيادة مقدونية - من الأمام

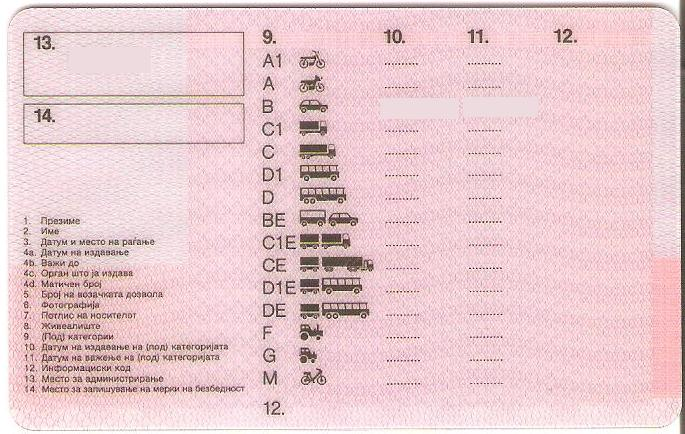
رخصة قيادة مقدونية - من الخلف

في جمهورية مقدونيا رخصة القيادة (بالمقدوني:возачка дозвола) هي حق حكومي لكل من يطلب ترخيصًا لأي من الفئات التي يرغبون فيها. وهي مطلوبة لكل نوع من المركبات الآلية. الحد الأدنى لسن الحصول على رخصة قيادة هو 16 سنة. بغض النظر عن العمر ، في السنتين الأوليتين بعد الحصول على الرخصة يسمى السائق مبتدئاً (بالمقدوني:почетник) ولديه حقوق محدودة فيما يتعلق بسرعة القيادة وعندما يستطيع القيادة بدون سائق مساعد في المقعد الأمامي الذي ليس لديه رخصة قيادة (حتى الساعة 23:00).
منذ بداية من عام 2007 ، تم تغيير شكل رخصة القيادة من كتيب وردي إلى بطاقة بحجم بطاقة الائتمان.

## الحصول على ترخيص
يمكن الحصول على رخصة القيادة بعد الانتهاء من مدرسة القيادة بعد إنجاز اختبار على مرحلتين, اختبار النظرية واختبار الطريق.